# Teemu Hartikainen
Teemu Hartikainen (* 3. května 1990, Kuopio) je finský lední hokejista, křídelní útočník. Od roku 2022 je hráčem švýcarského klubu Servette Ženeva, jenž působí ve švýcarské nejvyšší soutěži. Finskou nejvyšší soutěž hrál za KalPa. V roce 2009 získal Cenu Jarmo Wasamy pro nejlepšího nováčka finské ligy. Tři sezóny působil v zámoří, kde hrál NHL za Edmonton Oilers nebo AHL za Oklahoma City Barons. V NHL odehrál 52 utkání, v nichž zaznamenal 13 kanadských bodů. Devět sezón hrál KHL za Salavat Julajev Ufa, V sezóně 2018–19 byl zařazen do all-stars KHL. Opustil KHL po ruské invazi na Ukrajinu. Odešel do Ženevy, s níž v sezóně 2022-2023 získal mistrovský titul, byl zařazen do all-star týmu a stal se nejlepším střelcem ligy. Vyhrál s ní též Hokejovou ligu mistrů 2023/24. S finskou reprezentací se stal mistrem světa v roce 2022 a získal zlatou medaili na olympijských hrách v Pekingu roku 2022. Hrál i na MS 2015 (6. místo), MS 2023 (7. místo) a olympijských hrách v Pchjončchangu roku 2018 (6. místo).